# Balduin von Exeter

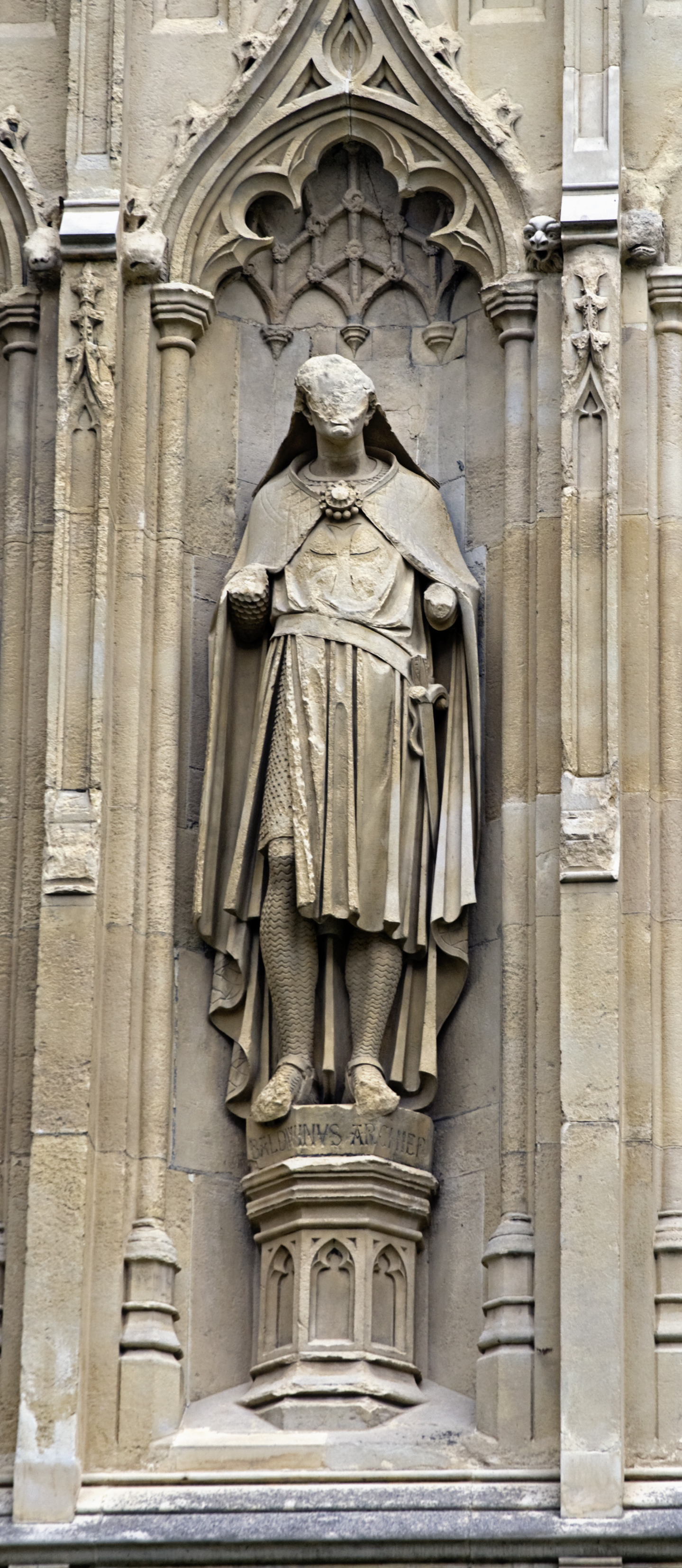
Balduin of Exeter. Statue an der Fassade der Kathedrale von Canterbury

Balduin von Exeter (englisch Baldwin of Exeter oder Baldwin of Forde) SOCist (* um 1125 in Exeter; † 19. November 1190 vor Akkon) war ein englischer Geistlicher. Von 1180 bis 1184 war er Bischof von Worcester, anschließend war er Erzbischof von Canterbury.

## Herkunft und Ausbildung
Balduin stammte aus Exeter. Er war vermutlich ein Sohn des Geistlichen Hugh d'Eu, der Archidiakon von Totnes war, und von einer unbekannten Mutter. Seine Mutter trat nach seiner Geburt als Nonne in ein Kloster ein. Da Balduin ihr später eine Kopie der Visionen von Elisabeth von Schönau bestellte, muss sie eine gewisse Bildung besessen haben. Nachdem Balduin vermutlich in Exeter eine Schule besucht hatte, studierte er Recht in Bologna, wo Uberto Crivelli, der spätere Papst Urban III. zu seinen Lehrern gehörte. Vermutlich studierte er anschließend auch Theologie, doch nicht in Bologna, sondern womöglich in Laon.

## Aufstieg als Geistlicher
1150 oder 1151 ernannte Papst Eugen III. Balduin zum Lehrer eines seiner Neffen. Vor 1155 kehrte er nach England zurück und trat als Schreiber in den Dienst von Robert of Chichester, Bischof von Exeter. Nach dem Tod seines Vaters ernannte ihn Bischof Bartholomew von Exeter am 23. Mai 1162 als dessen Nachfolger zum Archidiakon von Totnes. Dieses Amt behielt er bis etwa 1170. Während des Konflikts zwischen König Heinrich II. und Erzbischof Thomas Becket von Canterbury sympathisierte Balduin wohl mit dem ins Exil getriebenen Erzbischof, wie Briefe von Johannes von Salisbury belegen. Der sich zuspitzende Konflikt belastete schließlich Balduin so stark, dass er sein Amt als Archidiakon niederlegte und als Mönch in das Zisterzienserkloster Forde eintrat. Dort wurde er schon bald zum Abt gewählt. 1173 nahm Baldwin am Generalkapitel des Zisterzienserordens in Cîteaux teil, wo er vertrauliche Gespräche mit Alexandre de Cologne, dem Abt von Cîteaux führte. In diesem Gesprächen ging es vermutlich um Friedensverhandlungen zwischen König Heinrich II. und seinen Söhnen, die Abt Alexandre im Auftrag des Papstes führen sollte. Auch Balduin konnte bald wiederholt dem Papst dienen, der ihn in England als beauftragten Richter in kirchlichen Streitfällen einsetzte. Dabei konnte sich Balduin bei mehreren Bischöfen und anderen Prälaten einen guten Ruf erwerben.
Balduin zeichnete sich dazu noch als Verfasser von theologischen Abhandlungen aus, bei denen er stark von den Lehren des Augustinus beeinflusst wurde. Das längste seiner Werke, De sacramento altaris, widmete er seinem früheren Förderer Bischof Bartholomew. In dieser Abhandlung vergleicht Balduin die christliche Eucharistie mit dem jüdischen Pessach. Ein weiteres Buch verfasste er über den Glauben, dazu ist die Existenz von mindestens fünf weiteren Werken belegt, auch wenn diese Schriften nicht erhalten sind. Daneben sind 22 Predigten von ihm erhalten, in denen er nach dem Vorbild von Bernard von Clairvaux an die Gläubigen appelliert. Anscheinend wurden seine Werke noch im 15. Jahrhundert in England verbreitet, und zwei seiner Predigten wurden 1521 in Cambridge gedruckt.

## Bischof von Worcester
Als 1178 Kardinal Pietro da Pavia England besuchte, empfahl er Papst Alexander III. Balduin als möglichen Kardinal. Dieser unterstützte daraufhin 1180 die Wahl Balduins zum Bischof der Diözese Worcester. Am 10. August wurde Balduin zum Bischof geweiht. Auch als Bischof diente Balduin dem Papst weiterhin als Richter. Ein Master Silvester sammelte vermutlich dazu zahlreiche päpstliche Dekretale, die als Worcester Collection bekannt wurden. Von Balduin selbst ist aus dieser Zeit eine Predigt erhalten, die er für das neue Priorat von Waltham schrieb.

## Erzbischof von Canterbury

### Wahl zum Erzbischof
Am 22. Juli 1184 sollte vor der Stadt Worcester auf Befehl des Königs ein Straftäter hingerichtet werden. Da dieser Tag ein Sonntag und zugleich der Gedenktag von Maria Magdalena war, griff Balduin ein, um die Hinrichtung aufzuschieben. Diese Tollkühnheit nahm ihm der König nicht übel, sondern schlug ihn als Kandidaten für die vakante Erzdiözese Canterbury vor. Die Verhandlungen über die Wahl Balduins mit den Bischöfen der Kirchenprovinz Canterbury sowie mit den Mönchen des Kathedralpriorats von Canterbury zogen sich noch bis Mitte Dezember hin, ehe Balduin zum Erzbischof gewählt wurde. Nachdem er auch das päpstliche Pallium erhalten hatte, konnte er am 19. Mai 1185 in Canterbury als Erzbischof inthronisiert werden.

### Wirken als Erzbischof
Die erhaltenen Urkunden, die Balduin als Erzbischof ausstellen ließ, belegen, dass er sich aktiv um die Verwaltung der Erzdiözese und der Kirchenprovinz Canterbury kümmerte. Er selbst bedauerte in einem bewegenden Brief an die Versammlung der Zisterzienseräbte in Cîteaux, dass seine Pflichten als Erzbischof ihn daran hinderten, als bescheidener Mönch zu leben.

#### Konflikt mit dem Kathedralpriorat
Ein Jahr nach seiner Wahl zum Erzbischof begann jedoch im Dezember 1185 ein langwährender Streit zwischen Balduin und den Mönchen seines Kathedralpriorats. Balduin versuchte, Besitzungen und Einkünfte wieder unter seine Verfügungsgewalt zu bekommen, die sein Vorgänger Richard of Dover den Mönchen überlassen hatte. 1186 weitete sich dieser Streit zu einem schweren Zerwürfnis aus, als der Papst Balduin erlaubte, im unweit von Canterbury gelegenen Hackington ein neues Kollegiatstift zu errichten und mit Gütern auszustatten. Balduin behauptete, damit den Wunsch seiner berühmten Amtsvorgänger Anselm und Thomas Becket zu erfüllen. Die Kirche wollte er dem heiliggesprochenen Thomas Becket weihen, dessen Patrozinium bislang nur wenige Kirchen hatten. Letztlich wollte Balduin vermutlich das mit Mönchen des Benediktinerordens besetzte Kathedralpriorat, dessen Ämter er nicht an verdiente Beamte vergeben konnte, durch ein einfacher zu steuerndes, mit Säkularkanonikern besetztes Kathedralkapitel ersetzen. Nach Angaben der Mönche wollte Balduin in Hackington 60 oder 70 Kanonikerstellen schaffen.
Diesem Plan konnten die Mönche keinesfalls zustimmen, zumal Balduin zur Finanzierung des Baus die Hälfte der Spenden verwenden durfte, die Pilger am Schrein des heiligen Thomas gaben. Sie befürchteten, dass dieser Verlust der Einnahmen aus der Verehrung ihres Heiligen der Beginn ihres Abstiegs in Armut und Bedeutungslosigkeit bedeuten würde. Der langandauernde Konflikt wird in der Chronik des Mönchs Gervase of Canterbury ausführlich beschrieben, dazu sind mehr als 550 Briefe erhalten, die der Mönch Reginald gesammelt hatte und die die Mönche nicht nur an die Kurie und an die englischen Geistlichen, sondern auch an den römisch-deutschen Kaiser, den französischen König, an zahlreiche Kardinäle und Bischöfe sowie an zahlreiche Äbte geschickt hatten. Da nach dem Tod von Lucius III. Ende 1185 mehrere Päpste rasch aufeinanderfolgten, erhielten die Mönche jedoch von der Kurie keine rasche Unterstützung. Selbst an die Zisterzienseräbte von Cîteaux und Clairvaux sowie an das Generalkapitel des Zisterzienserordens wandten sich die Mönche von Canterbury und baten um Unterstützung gegen die Pläne ihres Erzbischofs. Dabei stellten sich die Mönche als Erben und Bewahrer des Andenkens an Thomas Becket dar. Sie verschwiegen dabei, dass Becket zu Lebzeiten selbst ein eher angespanntes Verhältnis zum Kathedralpriorat gehabt hatte. Als zur Armut verpflichteter Zisterzienser hatte Balduin zu den Benediktinermönchen des reichen Kathedralpriorats wohl kaum freundschaftliche Beziehungen entwickelt, da er dazu vor allem zu Beginn seiner Amtszeit kaum längere Zeit in Canterbury verbracht hatte.
Balduins Beharren auf seinen Plan könnte als Sturheit ausgelegt werden, andererseits war er ein erfahrener und mit dem kanonischen Recht vertrauter Verwalter, so dass es gute Gründe für sein Verhalten gegeben haben könnte. Er muss geglaubt haben, dass das Kirchenrecht sein Vorgehen stützte und dass er damit den Papst wie auch den König auf seiner Seite hatte. Der Widerstand der Mönche, ihr Vorsprechen in Rom und der häufige Wechsel der Päpste führten aber dazu, dass Balduin seinen Plan nicht umsetzen konnte. Er versuchte seinerseits, das Verfahren zu beschleunigen und vertraute dabei zunehmend auf die Unterstützung des Königs. Seit Januar 1188 hatte er die Mönche in ihrem Kloster festsetzen lassen, womit das Verhältnis zueinander seinen Tiefpunkt erreicht hatte.

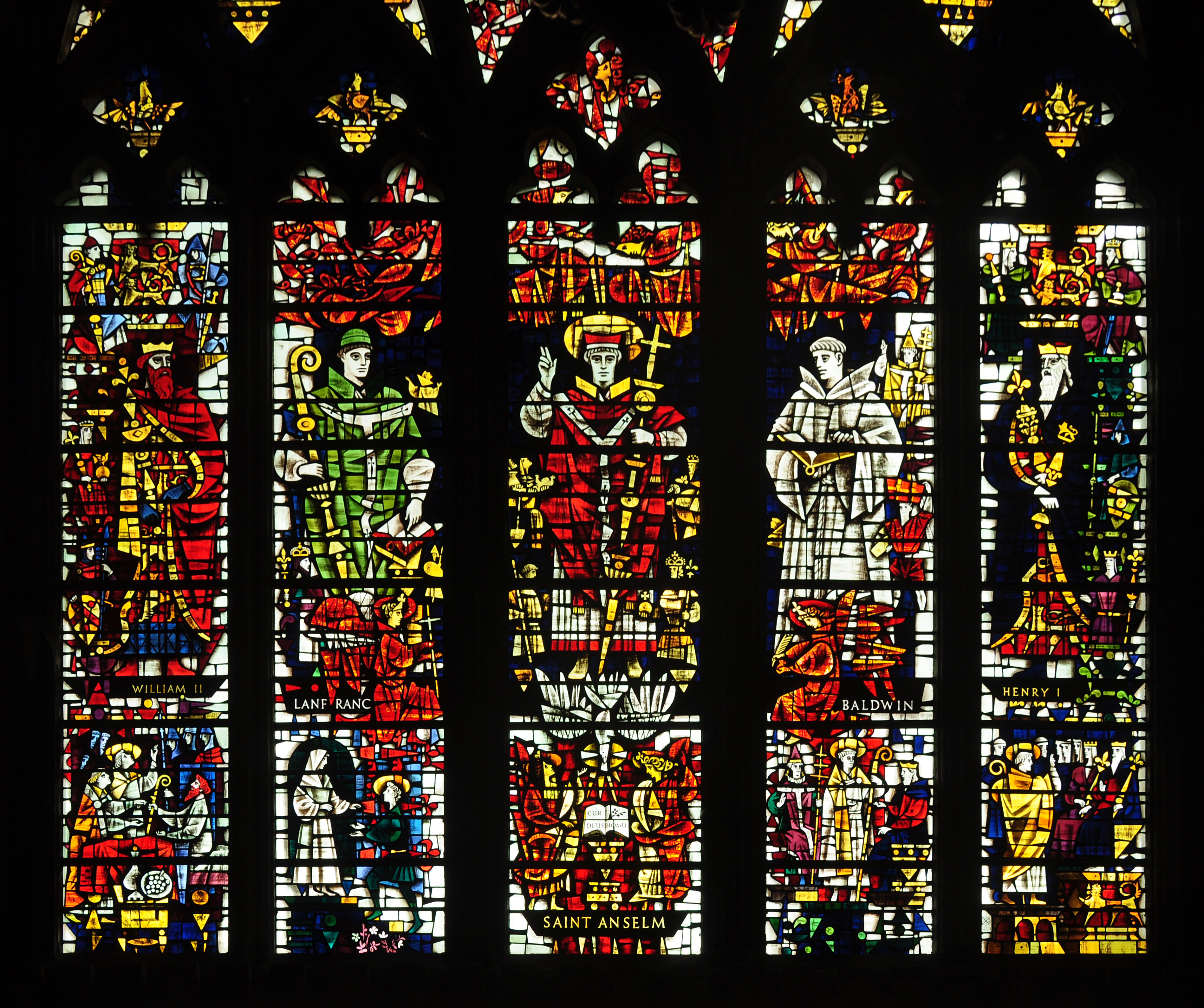
Baldwin (zweite Person von rechts). Glasmalerei in der Kathedrale von Canterbury

#### Kreuzzugspläne und Legat für Wales
Im März 1185 hatte Balduin ein Kreuzzugsgelübde abgelegt. Zu diesem Zeitpunkt war es allerdings wegen des Streits innerhalb der englischen Königsfamilie sowie wegen des Konflikts mit Frankreich um die französischen Besitzungen sehr unwahrscheinlich, dass von England aus ein Kreuzzug ins Heilige Land unternommen würde. Am 17. oder 18. Dezember 1185 ernannte ihn Papst Urban III. zum päpstlichen Legaten für Wales, womit das Primat von Canterbury über die walisischen Diözesen bestätigt wurde. Allerdings reiste Balduin erst im Juni 1187 an die walisische Grenze. Dort überschritt er kurzzeitig die Grenze zu den walisischen Fürstentümern, so dass er formell behaupten konnte, sein Amt wahrgenommen zu haben. Von Anfang März bis Mitte April 1188 unternahm er jedoch eine ausgedehnte Reise durch die walisischen Fürstentümer, über die sein Begleiter Gerald von Wales einen umfangreichen Bericht verfasste. Diese Reise durch Wales war vermutlich der bis dahin längste Besuch eines Erzbischofs in Wales. Der Chronist Gervase of Canterbury bezichtigte Balduin deshalb, dass er wegen des Streits mit den Mönchen seines Kathedralspriorats möglichst weit entfernt von Canterbury sein wollte. Da aber das politische Verhältnis zwischen England und Frankreich sich verbessert hatte, war nun die Möglichkeit gegeben, dass von England aus ein Kreuzzug unternommen wurde. Während seiner Reise predigte Balduin deshalb überall für die Teilnahme an einem Kreuzzug ins Heilige Land. Diese Predigten wurden ins Walisische übersetzt, und nach Angaben von Gerald von Wales hätten daraufhin 3000 Waliser ein Kreuzzugsgelübde abgelegt. Während seiner Reise zeigte er für einen Mann seines Alters eine bemerkenswerte Ausdauer. Auch seine Begleiter drängte er, wie er zu Fuß zu gehen, um sie auf die weite Reise während eines Kreuzzugs nach Jerusalem vorzubereiten. In den Kathedralen der walisischen Diözesen Saint Davids, St Asaph, Bangor und Llandaff feierte dazu Balduin heilige Messen, womit er seinen Anspruch als Legat und Metropolit öffentlich machte. Wenig später, nachdem er von Wales nach England zurückgekehrt war, setzte Balduin in die Normandie über, um den alten König Heinrich II. mit seinen Söhnen zu versöhnen. Letztlich blieb dies erfolglos, und er kehrte erst Ende Juli 1189, nach dem Tod des Königs, nach England zurück.

#### Teilnahme am Dritten Kreuzzug
Der neue König Richard I. konnte schließlich im November 1189 Balduin bewegen, mit einem Kompromiss den Streit mit seinem Kathedralpriorat zu beenden. Balduin musste den geplanten Bau der Kirche in Hackington aufgeben, durfte jedoch eine in Lambeth eine Kollegiatkirche errichten. Aufgrund seiner geplanten Teilnahme am Dritten Kreuzzug stimmte Balduin dem Kompromiss zu. Im März 1190 verließ er mit einem stattlichen Gefolge von etwa 20 Rittern und etwa 50 Sergeanten England. Dazu befanden sich in seiner Begleitung Bischof Hubert Walter von Salisbury, sein eigener Neffe Joseph sowie Abt Robert von Forde. Durch Frankreich reisten sie nach Marseille, das sie Anfang August 1190 erreichten. Nach einer fünfwöchigen Überfahrt erreichten sie Tyros. König Richard hatte das Heilige Land dagegen noch nicht erreicht, so dass Balduin und die anderen englischen Kreuzfahrer, die bereits Palästina erreicht hatten, sich dem christlichen Heer anschlossen, das das muslimisch besetzte Akkon belagerte. Vor dem 12. Oktober traf Balduin vor Akkon ein, doch die katastrophalen hygienischen Verhältnisse dort führten zu Krankheiten und Seuchen unter den Belagerern. Fünf Wochen später starb Balduin wahrscheinlich an einer dieser Seuchen. Dem Kathedralpriorat von Canterbury hinterließ Balduin zahlreiche Messgewänder, doch trotz dieses großzügigen Erbes blieb er in Canterbury in schlechtem Andenken.

## Bewertung
Baldwin war offensichtlich ein tief religiöser Mann, dessen religiöse Schriften im Mittelalter weit verbreitet waren und in zahlreiche Sprachen übersetzt wurden. Von den mittelalterlichen Erzbischöfen von Canterbury waren nur die Schriften von Anselm von Canterbury weiter verbreitet. Auch sein ehemaliger Lehrer Papst Urban III. hatte Balduin als tiefgläubigen Mönch kennengelernt. Nach seinem Urteil war er aber den steigenden Anforderungen seiner aufeinanderfolgenden Ämter nicht gewachsen, so dass er ihn als nachlässigen Erzbischof bezeichnete. Der Chronist Gervase of Canterbury, der selbst Mönch des Kathedralpriorats war, bezeichnete Balduin als „einen größeren Feind der Christenheit als Saladin“. Auch wenn Balduins Verhältnis zu seinem Kathedralpriorat zerrüttet war und ihm Fehler wie die Förderung des unwürdigen Roger Norreys († 1223), der vom Prior des Kathedralpriorats zum Abt von Evesham Abbey aufstieg, waren die Urteile von Urban III. und von Gervase of Canterbury ungerecht.
Hubert Walter, der nach ihm Erzbischof von Canterbury wurde, versuchte, den Bau des Kollegiatstiftes in Lambeth umzusetzen, doch auch er scheiterte dabei am Widerstand der Mönche des Kathedralpriorats.

## Werke
- Spiritual Tractates. Translated by David N. Bell. Cistercian Publications, Kalamazoo 1986, ISBN 0-87907-438-8.
- The Commendation of Faith. Translated by Jane Patricia Freeland and David N. Bell. Cistercian Publications, Kalamazoo 2000, ISBN 0-87907-759-X.